# Хлопці, Ґійоме, до столу!
«Хлопці, Ґійоме, до столу!» (фр. Les Garçons et Guillaume, à table!) — французька кінокомедія режисера Гійома Гальєнна, поставлена у 2013 році за його власною однойменною п'єсою. Прем'єра фільму відбулася  на 66-му Каннському кінофестивалі 20 листопада 2013 року. У січні 2014 року фільм номінувався на премію «Сезар» у 10-ти категоріях, у чотирьох з яких здобув перемогу — як найкращий фільм, за найкращу режисуру та найкращу чоловічу роль (Гійом Гальєнн).

## Сюжет
Почуття Гійома до його матері настільки фанатичні, що викликають величезне здивування оточуючих людей. Він завжди обожнював цю цілеспрямовану і владну жінку, що володіє відмінним почуттям смаку. Найбільше у своєму житті він мріяв стати таким же, як вона, і це зіграло з ним злий жарт. Він почав наслідувати їй у всьому: в манері говорити, в поведінці у суспільстві і навіть у виборі одягу. В один прекрасний момент він вирушив до пансіону, де зустрів молодого хлопця Джеремі, в якого закохався з першого погляду. Про нерозділене кохання він розповів мамі, і вона вирішила допомогти йому завоювати серце його обранця.

## В ролях
| Актор(ка)        |   | Роль           |
| ---------------- | - | -------------- |
| Гійом Гальєнн    | • | Гійом / Мама   |
| Андре Маркон     | • | батько         |
| Франсуаза Фабіан | • | Бабу           |
| Нану Гарсія      | • | Пакуї          |
| Даян Крюгер      | • | Інгеборга      |
| Реда Катеб       | • | Карім          |
| Гец Отто         | • | Раймунд        |
| Бріжит Катійон   | • | Тьотя Америка  |
| Керол Бреннер    | • | Тьотя поліглот |
| Чарлі Енсон      | • | Джеремі        |

## Нагороди та номінації
| Рік  | Нагорода                          | Категорія                                                                   | Номінант                                      | Результат |
| ---- | --------------------------------- | --------------------------------------------------------------------------- | --------------------------------------------- | --------- |
| 2013 | Французький синдикат кінокритиків | Приз за найкращий перший фільм                                              | Гійом Гальєнн                                 | Перемога  |
| 2013 | Каннський кінофестиваль           | Золота камера за режисерський дебют                                         | Гійом Гальєнн                                 | Номінація |
| 2013 | Каннський кінофестиваль           | Квір-пальмова гілка                                                         | Гійом Гальєнн                                 | Номінація |
| 2013 | Каннський кінофестиваль           | Приз Міжнародної конфедерації художнього кіно (C.I.C.A.E.)                  | Гійом Гальєнн                                 | Перемога  |
| 2013 | Каннський кінофестиваль           | Приз товариства драматичних авторів і композиторів (SACD) — найкращий фільм | Гійом Гальєнн                                 | Перемога  |
| 2014 | Премія «Сезар»                    | Найкращий дебютний фільм                                                    | Я, знову я та мама                            | Перемога  |
| 2014 | Премія «Сезар»                    | Найкращий фільм                                                             | Я, знову я та мама                            | Перемога  |
| 2014 | Премія «Сезар»                    | Найкраща режисерська робота                                                 | Гійом Гальєнн                                 | Номінація |
| 2014 | Премія «Сезар»                    | Найкращий актор                                                             | Гійом Гальєнн                                 | Номінація |
| 2014 | Премія «Сезар»                    | Найкраща акторка другого плану                                              | Франсуаза Фабіан                              | Номінація |
| 2014 | Премія «Сезар»                    | Найкращий адаптований сценарій                                              | Гійом Гальєнн                                 | Перемога  |
| 2014 | Премія «Сезар»                    | Найкращі костюми                                                            | Олів'є Беріо                                  | Номінація |
| 2014 | Премія «Сезар»                    | Найкраще звукове оформлення                                                 | Марк-Антуан Бельдан, Лоїк Праян, Олів'є До Хю | Номінація |
| 2014 | Премія «Сезар»                    | Найкращий монтаж                                                            | Валері Дезейне                                | Перемога  |
| 2014 | Премія «Сезар»                    | Найкращі декорації                                                          | Сільві Олів                                   | Номінація |
| 2014 | Премія «Люм'єр»                   | Найкращий дебютний фільм                                                    | Гійом Гальєнн                                 | Перемога  |
| 2014 | Премія «Люм'єр»                   | Найкращий актор                                                             | Гійом Гальєнн                                 | Перемога  |